# Caudron

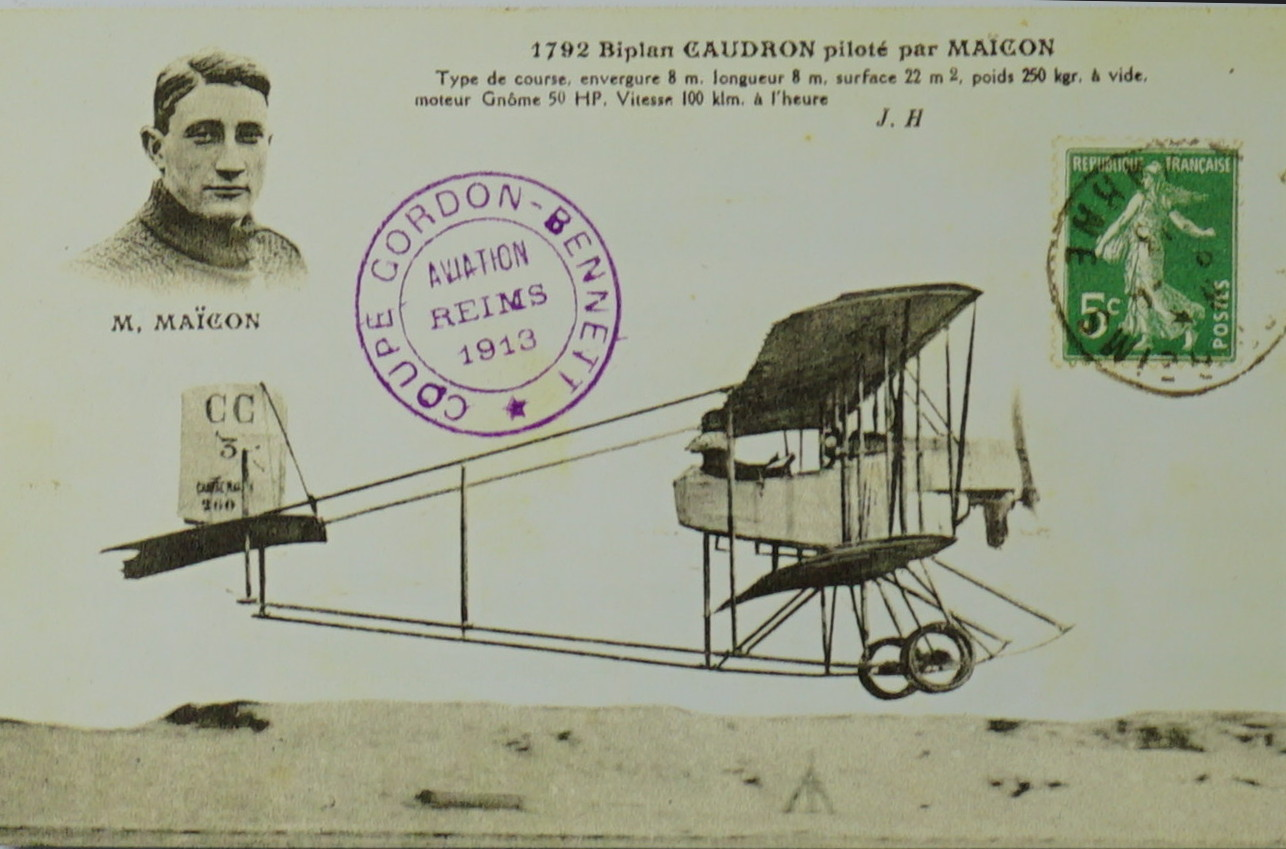
Caudron Flugzeug 1913

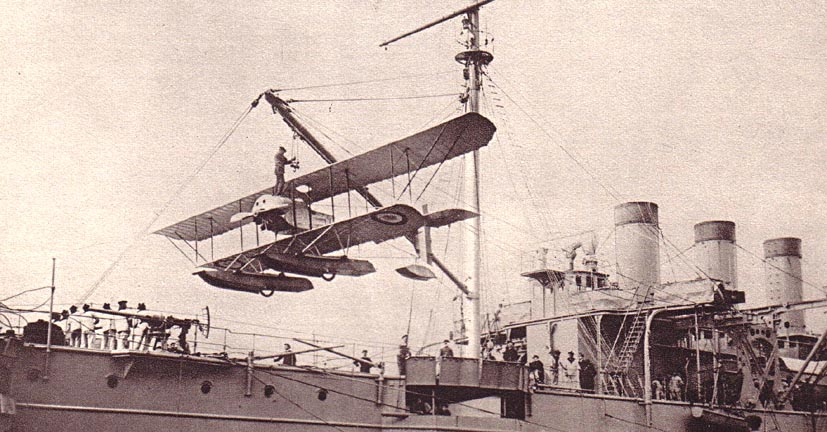
Caudron Flugzeug 1914

Die Caudron Flugzeuggesellschaft (Aussprache [kɔˈdʁɔ̃]) (Société des avions Caudron) war ein französisches Flugzeugbauunternehmen, das 1909 von den Brüdern Gaston Caudron (1882–1915) und René Caudron (1884–1959) in Rue gegründet wurde.

## Geschichte
Seit Beginn des Ersten Weltkrieges machten sich die Brüder durch den Bau von leistungsstarken Kampfflugzeugen einen Namen in der Luftfahrtindustrie. Nach dem Krieg widmete sich René Caudron eingehend der zivilen Luftfahrt. Im Jahre 1920 wurde die französische Pilotin Adrienne Bolland als Testpilotin engagiert und gelangte in die Schlagzeilen, als sie im April 1921 mit einer Caudron G-III die Anden überquerte. Bis 1933 hielt der Erfolg der Caudron Flugzeuggesellschaft an. Der Konzern war in Folge der Errichtung des Standortes Guyancourt, der 1930 eröffnet worden war, jedoch in finanzielle Schwierigkeiten geraten und wurde von Louis Renault am 1. Juli aufgekauft. Der Name wurde daraufhin in Société anonyme des avions Caudron geändert. Die Firma konzentrierte sich danach nur noch auf den Bau von Leichtflugzeugen.